# Aleksandra Gorjačkina
Aleksandra Jur'evna Gorjačkina, conosciuta anche con la traslitterazione anglosassone di Aleksandra Goryachkina (in russo Александра Юрьевна Горячкина?; Orsk, 28 settembre 1998), è una scacchista russa, grande maestro.
Grande maestro dal luglio 2018, è stata la sfidante al titolo mondiale nel Mondiale femminile 2020. Ha vinto una medaglia di bronzo alle Olimpiadi degli scacchi, ed è stata campionessa del mondo a squadre femminile con la rappresentativa russa.
È dal luglio del 2019 tra le prime 5 donne al mondo della classifica mondiale FIDE.

## Biografia
Ha ottenuto il titolo di Grande Maestro Femminile nel marzo del 2012, all'età di 13 anni e 6 mesi.
Vincitrice di numerosi campionati giovanili: nel 2008 campionessa del mondo U10 a Vũng Tàu in Vietnam, nel 2010 campionessa europea U12 a Batumi in Georgia, nel 2011 campionessa europea U14 ad Albena, sempre nel 2011 campionessa del mondo U14 a Caldas Novas in Brasile, nel 2012 campionessa europea U18 a Praga.

## Carriera
Nel 2011 in agosto ha vinto il torneo Lyudmila Rudenko Memorial di San Pietroburgo.
Nel 2013 ha vinto il Campionato del mondo U20 femminile a Kocaeli in Turchia e l'anno successivo ha ripetuto la vittoria a Pune in India.
Nel 2015 in marzo ha preso parte al Mondiale femminile di Soči, dove è stata eliminata nel secondo turno da Anna Muzyčuk. In dicembre ha vinto a Chanty-Mansijsk la Coppa di Russia femminile.
Nel 2017 in dicembre ha vinto il Campionato femminile russo, battendo ai playoff Natal'ja Pogonina. 
Nel 2018 in novembre ha preso parte al Campionato del mondo femminile. Dopo aver superato nel primo turno la canadese Maili-Jade Ouellet per 1½-½ è stata eliminata al secondo turno dalla russa Alisa Galliamova per 0-2.
Nel 2019 in settembre a Skolkovo giunge terza nella prima tappa del FIDE Women Grand Prix con il punteggio di 7½ su 11.
Nel giugno 2019 a Kazan', vincendo il Torneo delle candidate al titolo mondiale, si è assicurata il diritto ad affrontare in un match la Campionessa del mondo Ju Wenjun nel Mondiale femminile. L'evento, disputatosi nel gennaio del 2020 tra Shanghai e Vladivostok l'ha vista sconfitta per 7 ½ a 8 ½ dopo gli spareggi a gioco rapido.
Nel 2020 in dicembre ha vinto per la terza volta il Campionato russo femminile, vincendo con i pezzi bianchi la partita armageddon contro Polina Šuvalova dopo che gli undici turni regolamentari avevano visto entrambe le giocatrici a 8 su 11 e dopo due patte negli spareggi rapid.
Nel 2021 in luglio si classifica al secondo posto a pari merito con Maksim Čigaev nella Russian Higer League, disputatasi a Čeboksary totalizzando 6,5 punti su 9 a mezzo punto dal vincitore Pavel Ponkratov. Con questo risultato si qualifica, prima donna russa a farlo, alla fase finale del campionato russo, nella categoria assoluta.
In agosto è finalista nella prima edizione della Coppa del Mondo femminile. Favorita per la vittoria del torneo e testa di serie, entra al secondo turno della competizione, sconfiggendo la statunitense di nazionalità uzbeka Gulrukhbegim Tokhirjonova con un netto 2 a 0. Nel prosieguo del torneo elimina la bielorussa Vol'ha Badėl'ka, la bulgara Antoaneta Stefanova, la kazaka Dinara Säduakasova, l'ucraina Anna Muzyčuk. Nella finale dovrà però arrendersi alla già campionessa del mondo Aleksandra Kostenjuk, sua connazionale, che riesce a strapparle la vittoria da nero nella prima partita del match e a ottenere una comoda patta da bianco, aggiudicandosi così la competizione.
In ottobre partecipa, prima donna di sempre, al Campionato russo assoluto nel quale giunge 10ª su 12 partecipanti con 4½ su 11 (+1 =7 -3).
Ha partecipato al Torneo delle candidate del 2022-2023, che ha stabilito la sfidante della campionessa del mondo in carica Ju Wenjun. A causa del Conflitto russo-ucraino la FIDE ha cambiato in corsa la formula del torneo, che invece del classico girone all'italiana con andata e ritorno, prevede degli scontri diretti con un tabellone che vede ucraine e russe in settori diversi. Sorteggiata nella parte di tabellone che vede le prime due fasi eliminatorie svolgersi a Khiva (l'altra parte si svolge invece nel Principato di Monaco), nel quarto di finale la Gorjačkina affronta ancora una volta la connazionale Kostenjuk in un match di quattro partite, nelle quali avrà la meglio con il risultato di 2,5-1,5. In semifinale affronta invece la già campionessa del mondo cinese Tan Zhongyi in un match di quattro partite, nelle quali avrà la peggio con il risultato di 1,5-2,5, mancando così la rivincita del match del 2020 con Ju Wenjun.
Raggiunge di nuovo la finale nella seconda edizione della Coppa del Mondo femminile, svoltasi a Baku tra luglio e agosto del 2023. Stavolta si aggiudicherà il torneo, battendo la bulgara Nurgjul Salimova agli spareggi, con il risultato finale di 2,5-1,5. Nelle fasi precedenti aveva eliminato la georgiana Nino Batsiashvili agli ottavi per 1,5-0,5, l'indiana Harika Dronavalli ai quarti per 4,5-3,5 e la cinese Tan Zhongyi per 1,5-0,5.

### Nazionale
Nel novembre del 2015 a Reykjavík vince con la Russia, il Campionato Europeo Femminile a squadre per nazioni, risultato ripetuto nel 2017 a Creta. e nel 2019 a Batumi. 
Nel giugno del 2017 a Chanty-Mansijsk vince con la Russia, il Campionato Mondiale Femminile a squadre per nazioni,, ottenendo poi un ulteriore successo nel 2021, in 1a scacchiera.
Con la nazionale ha partecipato inoltre alle Olimpiadi degli scacchi di Baku nel 2016 e alle quelle di Batumi del 2018, ottenendo un totale di +7 =8 -3 e la medaglia di bronzo come 2a scacchiera nell'edizione 2018.

## Statistiche
Nel 2021 in luglio supera nel "live rating" la barriera dei 2600 punti, diventando la sesta donna a raggiungere questo traguardo nella storia degli scacchi.